# Mutsu (Vastseliina)
Mutsu – wieś w Estonii, w prowincji Võru, w gminie Vastseliina.